# Ferrovia Rivarolo-Castellamonte
La ferrovia Rivarolo-Castellamonte era una linea di interesse regionale attivata nel 1887 quale tratta finale della ferrovia Canavesana. La tratta fu soppressa nel 1986, penalizzata dalla vicinanza con una strada provinciale che per motivi regolamentari imponeva pesanti soggezioni all'esercizio.

## Storia

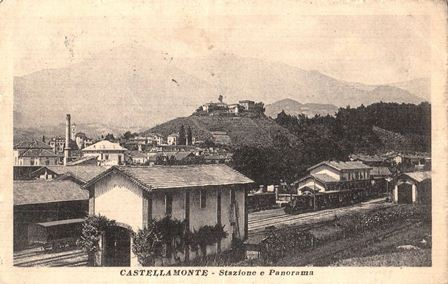
La stazione di Castellamonte nel 1923

Fortemente voluto dalla città di Castellamonte, che come gli altri centri importanti del Canavese, intendeva collegarsi con Torino, il prolungamento della ferrovia Canavesana, allora attestata a Rivarolo, venne aperto all'esercizio il 25 luglio 1887; la concessione della linea fu affidata alla società Ferrovia Centrale e tranvie del Canavese (FCC) con regio decreto del 18 marzo 1886. La scadenza della concessione della Rivarolo-Castellamonte fu fissata in 90 anni, cioè fino al 1976.
Il traffico merci lungo l'intera linea risultava molto fiorente e sulla tratta di nuova costruzione era alimentato dalla stazione di Castellamonte, che generava un traffico di terre refrattarie; all'inizio del Novecento l'orario prevedeva cinque coppie viaggiatori su Torino.
In seguito alla fusione con la Società Anonima Ferrovia Torino-Ciriè-Valli di Lanzo, avvenuta il 29 marzo 1933, la società di gestione mutò il nome in Ferrovie Torino Nord (FTN), sebbene i due precedenti esercizi fossero di fatto separati e tali rimasero fino al gennaio 1959 allorché alla FTN subentrò la Società Anonima Torinese Tranvie Intercomunali.
Fu sotto quest'ultimo esercente che si iniziò a parlare di chiusura della tratta, dapprima nel 1967 e in seguito negli anni 1970, in quanto le dinamiche degli spostamenti pendolari risultavano notevolmente mutate in ragione del progressivo sviluppo di un tessuto industriale decentrato rispetto all'asse ferroviario.
Giudicata dalla Motorizzazione civile "pericolosa" per la vicinanza dei binari alla strada provinciale per Ivrea e ormai da mesi oggetto di piani di ridimensionamento dei servizi ferroviari, la linea venne soppressa il 15 aprile 1985 e i lavori per il suo smantellamento furono avviati nel 1990. L'alluvione del 1993 spazzò via, assieme al ponte sull'Orco, le tenui speranze di ripristinare il servizio ferroviario.
Ad ottobre 2024, con la costruzione dell'acquedotto lungo la strada provinciale che collega Castellamonte ad Ozegna ed i avori compiuti, sono state smantellate le ultime tracce della ferrovia, le quali erano costituite dai binari che costeggiavano la strada.

## Caratteristiche
Il tracciato a binario semplice, lungo 7,172 km, attraversava i comuni di Castellamonte, Ozegna e Rivarolo Canavese. Lo sviluppo dei tratti in curva era pari al 18,6% del totale, con pendenze massime del 15 per mille e curve di raggio minimo di 250 m.
La prossimità e l'interferenza rispetto alla sede stradale risultava penalizzante per la ferrovia, in un periodo in cui l'espansione del traffico automobilistico era favorita rispetto alle politiche di sviluppo dei trasporti su ferro: lungo il percorso si contavano diciassette passaggi a livello, di cui otto automatici con semibarriere o semaforizzati con protezione propria, tre manovrati a distanza e sette incustoditi, con correlate numerose limitazioni alla velocità massima ammessa per i treni.

### Percorso
| Unknown route-map component "exKBHFa" |

| Unknown route-map component "exBHF" |

| Unknown route-map component "exWBRÜCKE1" |

| Unknown route-map component "exTUNNEL2" |

| Unknown route-map component "KBHFxa" |

| Unknown route-map component "CONTgq" | Unknown route-map component "ABZgr" |  |

| Continuation forward |

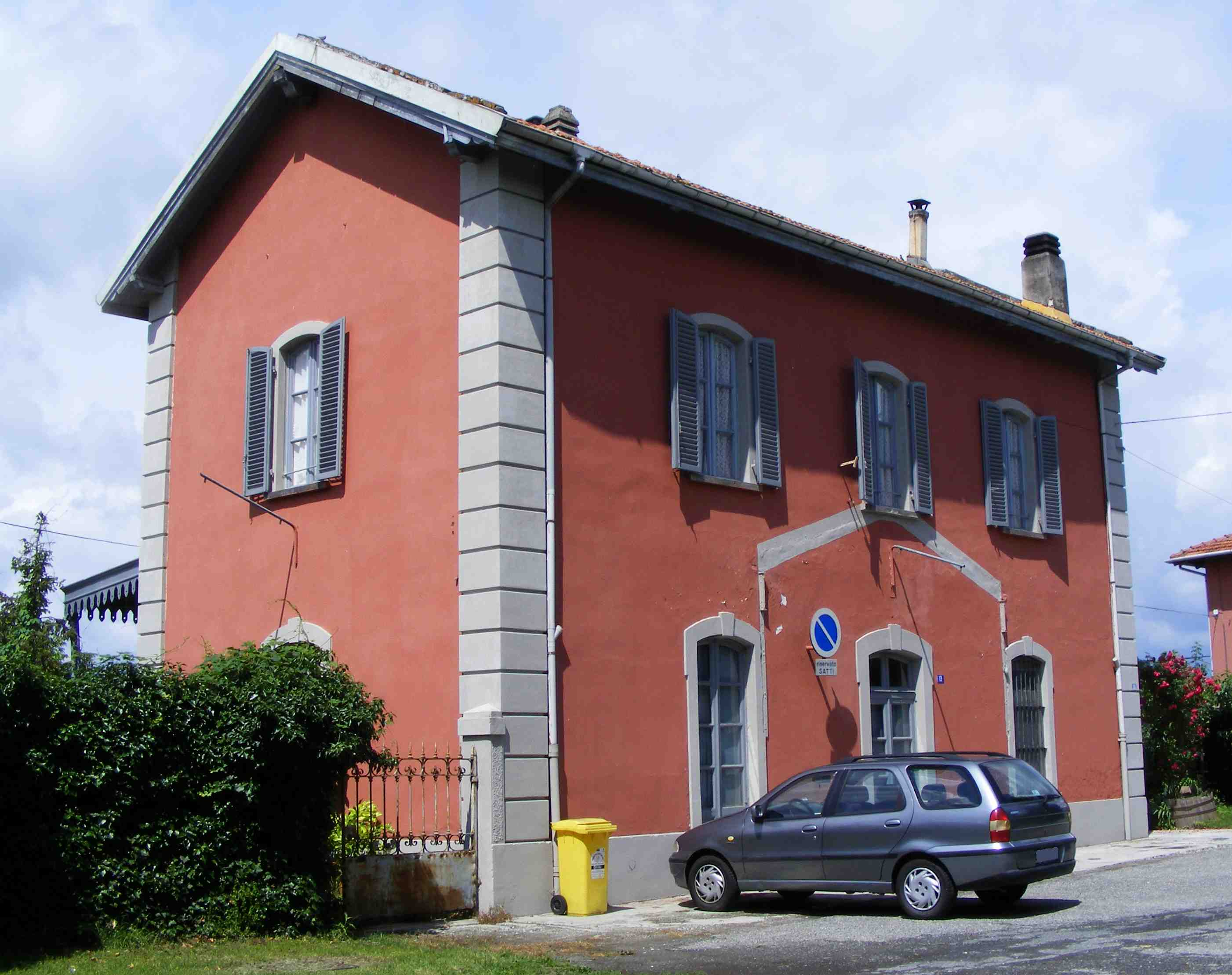
Fabbricato viaggiatori di Ozegna nel 2012

Il prolungamento verso Castellamonte venne realizzato a partire dal fascio di binari preesistente a Rivarolo, comportando un prolungamento dello stesso e una stretta curva che rese il fabbricato viaggiatori eccentrico rispetto all'asse del fascio stesso; vestigia di tale stato è il fascio di binari di testa ricavato in seguito alla chiusura della linea.
Sottopassati il castello di Malgrà e il relativo parco con una breve galleria, la ferrovia raggiungeva il ponte promiscuo con la strada provinciale sul torrente Orco, il cui utilizzo da parte della ferrovia fu oggetto di lunghe trattative che videro l'intercessione dei duchi di Genova. Questi, per recarsi al proprio castello ducale di Agliè utilizzavano infatti la stazione di Ozegna, che fu all'occasione arredata con una pensilina esterna e dotata di saletta di attesa riservata, soprannominata "reale".
Veniva dunque seguito un percorso parallelo e adiacente a quello della strada provinciale 222, che veniva intersecata due volte, fino a che, con una stretta curva a destra, veniva infine raggiunta la stazione di Castellamonte, posta alla progressiva chilometrica 29+270 all'altitudine di 338 m s.l.m..

## Materiale rotabile
In previsione dell'inaugurazione della Rivarolo-Castellamonte, la FCC acquisì nel 1886 due locomotive a tre assi Henschel tipo M III-4e del tipo T3 prussiano numerandole 4 e 5, che andarono a incrementare la dotazione originaria della linea.
Nel corso dell'esistenza della linea si utilizzò pressoché tutto il materiale del parco sociale, che effettuava prevalentemente corse dirette fino a Settimo Torinese, in alcuni casi prolungate su Torino utilizzando i binari della Rete Mediterranea, poi Ferrovie dello Stato Italiane. In seguito alla sostituzione della trazione a vapore i treni viaggiatori sulla Rivarolo-Castellamonte vennero svolti dalle automotrici ALn 40, poi sostituite dalle ALn 668.